# Иоанн (Петин)
Епископ Иоанн (в миру Алексей Алексеевич Петин; 9 [21] марта 1813, село Волово, Ливенский уезд, Орловская губерния — 8 [20] июля 1889, Полтава) — епископ Русской православной церкви, архиепископ Полтавский и Переяславский.

## Биография
Родился 9 марта 1813 года в селе Волове Ливенского уезда Орловской губернии в семье причётника.
Первоначально обучался в Орловской духовной семинарии, затем в Киевской духовной академии.
30 июня 1839 года окончил курс духовной академии; 27 сентября назначен учителем в Тверскую духовную семинарию, но 17 ноября того же года переведен учителем в Орловскую духовную семинарию.
В 1840 году женился на родной племяннице Киевского митрополита Филарета (Амфитеатрова), что, конечно, способствовало повышению его по службе. 8 ноября 1840 года рукоположен во диакона, а 10 ноября — во священника. Вскоре был переведён в Орел на один из лучших приходов.
С 31 декабря 1841 года — кандидат богословия.
С 26 марта 1842 года — смотритель Киево-Подольского духовного училища.
В том же году 24 июня пострижен в монашество.
14 ноября 1848 года возведен в сан архимандрита, назначен ректором Киевской духовной семинарии и настоятелем Николаевского Пустынного монастыря в Киеве.
3 мая 1850 года перемещён ректором Екатеринославской духовной семинарии, назначен членом консистории и цензором проповедей.
С 16 января 1852 года — наместник Киево-Печерской лавры.
Будучи наместником Киево-Печерской лавры, Иоанн принимал деятельное участие в сооружении Киевского Владимирского собора и в открытии пещер на Панкратьевском спуске.
22 октября 1862 года назначен на кафедру епископа Кавказского, но по случаю открытия архиерейской вакансии в Полтавской епархии 23 декабря 1862 года хиротонисан во епископа Полтавского.
16 апреля 1878 года возведен в сан архиепископа.
14 ноября 1887 года уволен на покой с оставлением в Полтавском архиерейском доме.
Скончался 8 июля 1889 года в Полтаве. Погребен в Крестовоздвиженском монастыре, в теплом Свято-Духовском храме, в склепе, по правую сторону от входа.

## Сочинения
- Собрание слов, бесед и речей. 2-е изд. Полтава, 1873.
- Речь, сказанная на панихиде в память воинов русских, погибших в битве Полтавской. Киев, 1863.